# Сунгарійська операція
Сунгарійська операція — наступальна операція радянських військ в рамках Маньчжурської операції. Основною метою було сприяння військам Забайкальського і 1-го Далекосхідного фронту в розбитті японської Квантунської армії. Внаслідок проведення наступу радянські війська повністю звільнили від японських збройних сил північну і північно-східну частини Маньчжурії.

## Склад та сили сторін

### СРСР
Сунгарійську операцію здійснював 2-й Далекосхідний фронт у взаємодії з Амурською військовою флотилією. До початку операції в склад 2-го Далекосхідного фронту входили 2-га Червонопрапорна, 15-та та 16-та армії, 5-й окремий стрілецький корпус, 10-та повітряна армія і Приамурська армія ППО — всього 333000 вояків, 5988 гармат і мінометів, 72 реактивно-мінометні установки, 917 танків і САУ, 1260 літаків. Амурська військова флотилія налічувала 12500 вояків, 126 кораблів, близько 200 гармат і мінометів та 68 літаків.

### Японія
На Сунгарійському і Жаохейському напрямках — з'єднання 1-го фронту Квантунської армії і Сунгарійська річкова військова флотилія, на Ціцікарському напрямку — з'єднання 4-ї окремої армії. На лінії фронту протяжністю 2130 кілометрів уздовж північного та східного кордонів Маньчжурії японська армія мала Сахалянський, Суньуський, Сіншаньчженський, Фуцзіньський, Сунгарійський і Жаохейський укріплені райони.

## Перебіг боїв
Радянська армія планувала завдати основного удару силами 15-ї армії у взаємодії з 2 бригадами Амурської військової флотилії уздовж річки Сунгарі в напрямі на місто Харбін та допоміжних ударів силами 5-го окремого стрілецького корпусу у взаємодії з бригадою флотилії — з Бікіну на Жаохе, Баоцін; силами 2-ї армії спільно з Зеє-Бурейською бригадою і окремим дивізіоном флотилії — з району Благовіщенська на Ціцікар. Тим самим командування радянської армії планувало розчленувати Квантунську армію і знищити її по частинах.
16-та армія спільно з Північною Тихоокеанською військовою флотилією, Камчатським оборонним районом і Петропавловською військово-морською базою мала боронити західне узбережжя Татарської протоки, Північний Сахалін і Камчатку, при цьому готуючи наступ на півдні Сахаліну і висадку десанту на Курильські острови.
9 серпня війська 15-ї армії і 5-го окремого стрілецького корпусу, а 10 серпня війська 2-ї Червонопрапорної армії перейшли в наступ. За допомогою Амурської військової флотилії вони здійснили переправу через Амур і Уссурі. Наступ розвивався успішно, і вже через 3 дні радянські війська очистили від японської армії весь правий берег Амура.
10 серпня війну Японії оголосила Монгольська Народна Республіка.
10-13 серпня радянські війська проривали оборону Фуцзінського, Жаохейського і Сахалянського укріплених районів, після чого рушили вглиб Маньчжурії;. 15-та армія атакувала по обидвох берегах Сунгарі. У наступі активну участь взяли кораблі Амурської військової флотилії — вони висаджували десант, забезпечували артилерійську підтримку і перекидали наступаючі війська, які внаслідок відсутності доріг і болотистої місцевості своїм ходом пересувалися дуже повільно. При цьому, незважаючи на впевнене просування радянських військ, на окремих ділянках проходили запеклі бої.
14 серпня 15-та армія захопила Сіншаньчженський укріплений район, а вже 17 серпня спільно з Амурською військовою флотилією був захоплений Цзямуси. Також того дня 5-й окремим стрілецьким корпусом був захоплений Баоцін. Далі 5-й корпус став просуватися до Болі, забезпечуючи наступ 15-ї армії з півдня. 15-18 серпня з'єднання 2-ї червонопрапорної армії захопили Суньуський укріплений район і саме місто Суньу, де полонили японський гарнізон з 20 тисячами солдатів. До 20 серпня війська 2-ї червонопрапорної армії подолали гірський хребет Малий Хінган, продовжуючи розвивати наступ на Цицикар. 19 серпня Амурська військова флотилія і 632-й стрілецький полк оволоділи містечком Їлань. 20 серпня 15-та армія вступила в Харбін, який вже був захоплений повітряним десантом і військовою флотилією. Таким чином до 20 серпня план, здебільшого, був реалізований, і війська в час, що залишився операції придушували окремі осередки опору.

## Наслідки
В результаті операції радянські війська завдали поразки військам 4-ї окремої армії і 1-го фронту Квантунської армії, захопили близько 266 000 полонених, 286 гармат, 86 танків, велику кількість іншої бойової техніки і набоїв, звільнили від японців північну і північно-східну частини Маньчжурії.